# バドミントンの技術
バドミントンの技術
ここでは、競技としてのバドミントンにおいて必要な技術全般について記述する。

## グリップ

間違った（左）と正しい（右）、グリップ

バドミントンラケットのグリップ（握り方）は、大きく分けて、イースタングリップ、ウエスタングリップ、サムアップの3つに分類することができる。グリップによってそれぞれの長所及び短所がある。

### イースタングリップ
- バドミントンにおいて一般的に基本のグリップとして用いられているグリップ。主にフォアハンド側及びオーバーヘッドストロークで打つ際に使用される。
- グリップの握り方は、ラケットのフェース面を床と垂直にし、握手するようにグリップを握る。その際にグリップの部分を強く握らずに小指と薬指で軽く握り、親指と人差し指でVの字になるようにし、人差し指と中指の間には隙間ができるように握る。
- 長所は手首の可動範囲が広く、回内運動・回外運動を最大限に利用でき、インパクトの瞬間だけ面を作るので、打つ直前までどこに打つかわかりづらく、コースを読まれにくい。また、後述のサムアップに握り変える際にスムーズに握り変えることができる。
- 短所は最初にフェース面が縦になっている為、そのままラケットを振ると、フェース面にシャトルが当たらないので、手首及び肘の回内運動でフェース面を作る必要がある。これをリストスタンドという。このフェース面を作る技術が非常に難解な為に初級者はフェース面が作りやすい後述のウエスタングリップを使用することが多い。

### ウエスタングリップ
- グリップの握り方は、ラケットのフェース面を床と平行にし、真上からグリップを握る。主にフォアハンド側及びオーバーヘッドストロークで打つ際に使用される。
- 長所は最初からフェース面が作られている為にシャトルを真っ直ぐに打ちやすい。主にネット前でプッシュを打つ際に使用される。
- 短所は手首の可動域が狭く、回内運動・回外運動を十分に使えない。フェース面が打つ前から打つ方向に向いている為にコースが読まれやすい。また、後述のサムアップへの握り変えが難しい。

### サムアップ
- バドミントンにおいて、バックハンド側で打つ際に使用される。
- グリップの握り方は、イースタングリップから親指を立て、指の腹側をグリップの広い面に沿わせるように握る。
- 上記のように握り変えることを「サムアップする」と一般的に呼ばれている。
- 主に、スマッシュ(プッシュ)レシーブをする際はサムアップで受けた方がレシーブをしやすい。
- 長所はバックハンド側のシャトルを打ちやすい。
- 短所はフォアハンド側のシャトルが打ちにくい。
- サムアップの変形型としてコンチネンタルグリップと呼ばれる握り方も存在する。

## ラケットワーク
バドミントンにおけるラケットを使用する技術を、総じてラケットワークという。ラケットスポーツでは一般的に利き手側に来たシャトルを打ち返す打ち方をフォアハンドストロークといい、利き手と反対側に来たシャトルを打ち返す打ち方をバックハンドストロークというが、バドミントンにおいては特に前腕の回内と肘関節の内旋を使ってラケットを振る場合をフォアハンドと呼び、その反対をバックハンドと呼ぶという点で、他のラケットスポーツとフォア・バックの分類の定義がやや異なる。
フォアハンド、バックハンドそれぞれに打点の高さによってオーバーヘッドストローク・サイドアームストローク・アンダーハンドストロークの3つのストロークがある。それぞれ名前の通り、オーバーヘッドは頭より上、サイドアームは肩の高さ(肩から肘の高さ)、アンダーハンドは肘より下、のそれぞれの位置に来たシャトルを打つ打ち方である。バックハンドのオーバーヘッドを特にハイバック、利き腕と反対側（バック側）に来たシャトルを、フォアハンドで打ち返す技術を特にラウンドザヘッドストロークという。
上記のストロークから打ち出すシャトルを、相手コートに向かって飛ぶ軌道や速度で細分化し、それぞれ名称を付けた物をバドミントンではフライトと言い、それらは以下に記載する。

### サービス

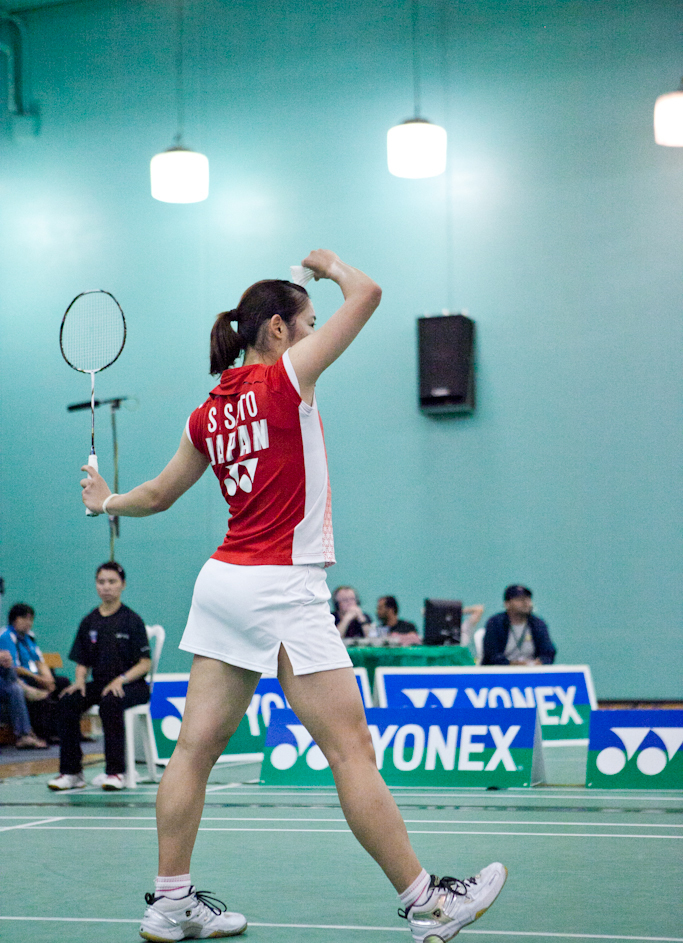
ロングサービスに備える佐藤冴香

バドミントンのサービスは、大きく分けてショートサービス（攻撃がされにくいようネットギリギリの高さで手前に落とす）とロングサービス（奥に飛ばし相手を後ろに押し込めるのが目的）の2種類。

### クリア
- 相手のコート後方に大きく打ち出すフライト全般。自分の体勢が崩され，立て直す時に有効。
- 高く打ち出し、相手をコート後方に追いやるものをハイクリア、逆に低く打ち出して相手の頭上を抜く攻撃的なクリアをドリブンクリアという。
- 利き手と反対側（バック側）に来たシャトルをバックハンドによるオーバーヘッドストロークで打ち返すクリアをハイバックと呼び、フォアハンドで打つストロークとは別称している。

### ドロップ
- コート中盤～後方から、相手のコート前方にシャトルを沈めるフライト全般。　シャトルのスピードが遅いため相手に取られる場合がある。ただし後述のカットよりはやや精度が　ある。
- シャトルを捉える時、フェイスの面角度の違いによりドロップまたはカットに選別される。　ドロップの場合はシャトルの進入角に対して面角度はフラット(垂直）となる。
- シャトルをスライスして打つものはカットと呼ばれる。

### ドライブ
- シャトルをコートと平行に近い角度で打ち出すフライト全般。
- 攻撃的に打つなら、なるべく体より前の位置で打つと効果的である。
- 初心者や初級者はフォア側バック側ともにフォアハンドで打つことが多いが、上級者はサムアップした状態でほぼ全てをバックハンドで処理する。

### スマッシュ

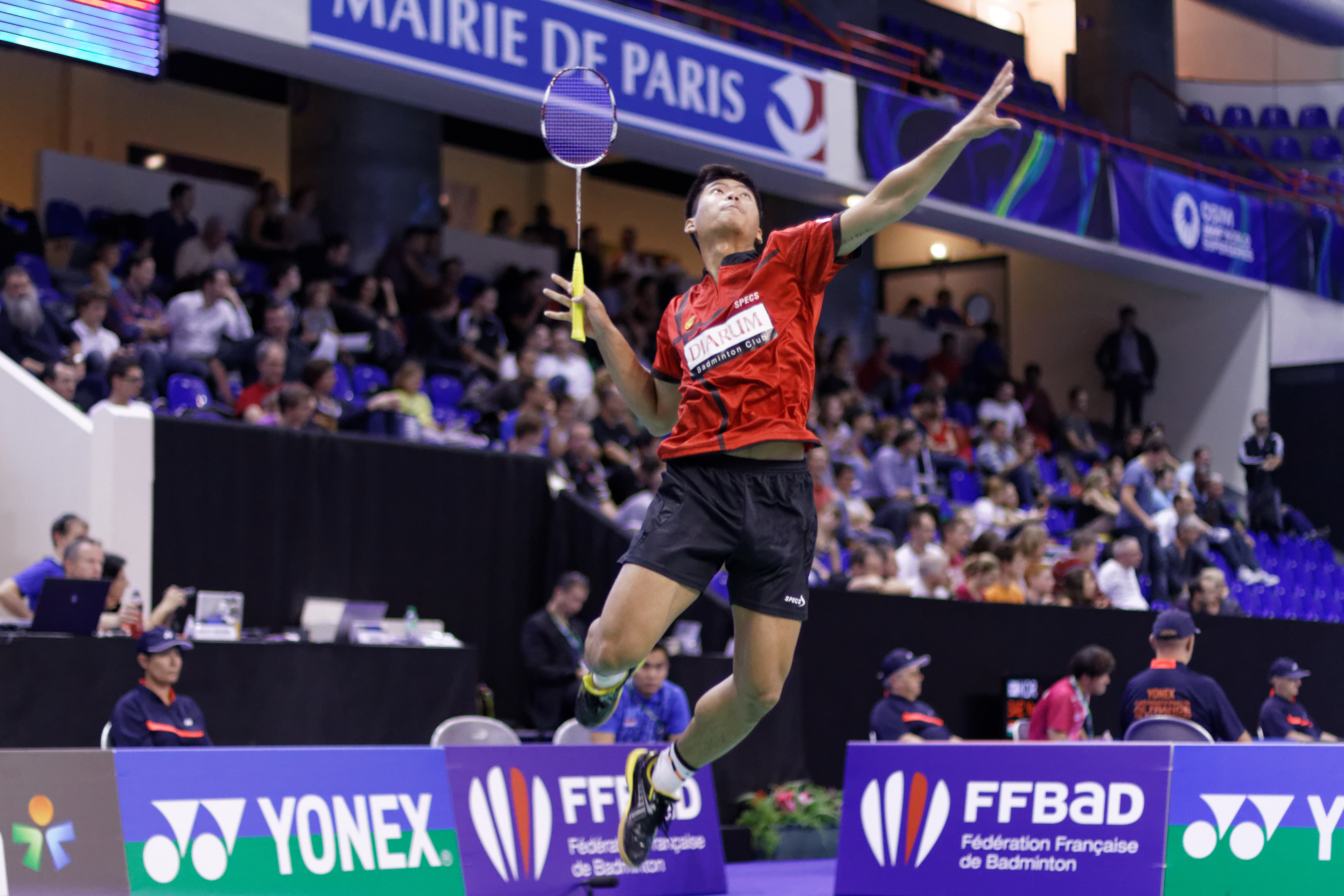
スマッシュする前にグリップを緩めるインドネシアのPraveen Jordan。

- オーバーヘッドストロークから、相手コートに対して鋭角に打ち出すフライト。最も攻撃的なフライト。
- ヒットする瞬間にシャトルをスライスして打ち出すスマッシュを、カットスマッシュという。
- 左利きの人が打つカットスマッシュは、クロスファイアと呼ばれ、野球の変化球シュートのように変化する。

### ロビング
- コート前方から、相手コート後方へ打ち出すフライト。ロブ。
- 攻撃的に低く速く打ち出すロビングを、俗にアタックロブという。

### ヘアスピン
- コート前方の、ネット近くに来た打球を、相手コートのネット付近に落とすフライト。ネットショット、ネット。
- シャトルに回転を加えて不規則な変化をするように打つものは特にスピンネットという。
- 名前の由来は、打球の描く軌道がヘアピンの形に似ていることから。
- ダブルスではなるべくネットすれすれの低い高さに。シングルスではなるべくネット近く（前方）に落とすと効果的。

### カット
- ヒット時にラケットフェースを斜めにしてシャトルを打つフライト全般。
- ラケットを体の内側にひねる場合と、外側にひねる場合があり、後者を特にリバースカット(逆カット)という。
- ドロップを単にカットと呼ぶ場合もあり、その逆もあるが厳密には別のショット。
- 名前の由来は、ラケットでシャトルを切るようにして打つことから。
- 面を斜めにして打つためコースを読まれにくい。ラケットのスイングスピードに対してシャトルの飛び出しスピードにギャップを感じるため相手が追いつけない場合がある。ただし、ドロップショットよりは精度が低いためミスする場合もある。

- 右利きのプレーヤーがカットを打った場合シャトルに逆回転を与えるため、減速力が大きい。　逆にリバースカットを打った場合は順回転となるため、カットに比べ減速力は低いが球足は若干伸びる傾向にある。

### プッシュ
- ネット付近に来たシャトルを、相手コートに鋭角に叩き落とすフライト。
- シャトルが相手コートに落ちるまでの時間が短いので、決定率が高い。

### レシーブ
- 相手がスマッシュ・プッシュ等の球足の短いショットを打ってきたときの返球全般。

※これらは全て相手のフライトにも影響を受けるため、いつでも上記のフライト全てを打てるわけではない。例えば、相手の打ったスマッシュをスマッシュで返球することは物理的に不可能である。また、これらの名称は基本的に日本で一般的に用いられているもので、必ずしも世界共通のものではない。スマッシュをスマッシュで返球することは物理的に不可能であるが、スマッシュをプッシュで返すことはできる場合がある。

## フットワーク
バドミントンのフットワークの技術は、他のスポーツには見られない独特なものである。通常のランニングのような足の運びで動くことはあまり無く、ほとんどの場合はサイドステップやジャンプでコートをカバーする。大まかに分けてコート前方・中盤・後方に動く場合のフットワークがあり、それぞれフォア側・バック側の2種類ずつある。それぞれの方向へのフットワークを以下に記載する。これらは効率的に動くためのもので、必ず以下のようでなければいけないわけではない。

### コート前方
- フォア側・バック側ともに、最後の一歩は利き腕と同じ側の足を大きく踵から踏み出すのが基本。
- 踏み出した足の膝関節の角度を135度前後にすることで、素早くホームポジションに戻ることが出来る。

### コート中盤
- フォア側のシャトルを打つときは、利き腕側の足を出す。
- バック側のシャトルを打つときは、シャトルが比較的体の近くに来たときは、そのまま利き腕と逆側の足を一歩出し、体から離れた所に来たシャトルは、体を反転させて利き腕側の足を出す。

### コート後方
肘を引きながら体をネットと垂直に近い角度にして下がり、ラケットを振ると同時に体を回転させ、ホームポジションに戻るのが基本。
- フォア側でもバック側でも、体を回転させずサイドステップ気味に移動して、移動したい方向の側の足でジャンプし、同じ足で着地するようなフットワークもある。最近は特にフォア側でこのようなフットワークが多用される。
- バック側をハイバックで打つ場合は、体を反転させて相手に背中を完全に向け、利き腕側の足を出す。

※これらの動きのをする前の構えの段階で、慣性を破るために小さなジャンプやステップを入れ、その反動で動き出す技術をバドミントンでは特にリアクションステップ（プレステップ、プレローディング）という。

## 戦略

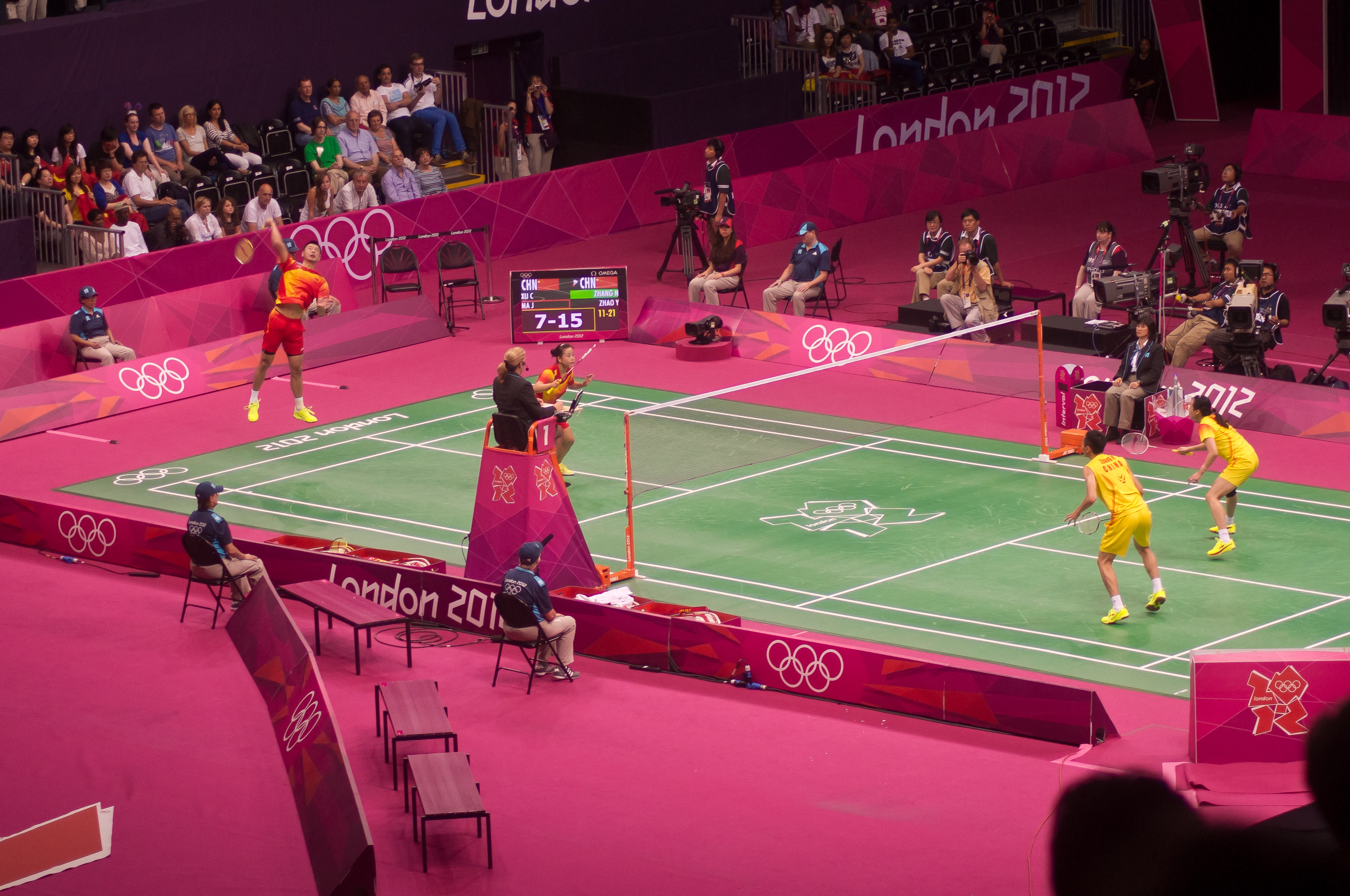
オリンピック2012混合ダブルス決勝

バドミントンで勝つためには、選手は適切な状況下でさまざまなストロークを駆使する必要がある。強いジャンピングスマッシュから繊細なヘアピンまで、その種類は多岐にわたる。ラリーはスマッシュで終わることが多いが、スマッシュを決めるにはより繊細なストロークが必要だ。例えば、シャトルがネット前ギリギリに落ちるなら、相手のロブはコートの後方には届かず、スマッシュのチャンスとなる。
フェイントも戦略の一つ。熟練したプレーヤーは、同じように見えるさまざまなストロークを準備し、スライスを使ってストロークのスピードや方向について相手を欺く。相手がストロークを予測しようとすると、間違った判断になる可能性がある。